# Saulmory-et-Villefranche
Saulmory-et-Villefranche è un comune francese di 113 abitanti situato nel dipartimento della Mosa nella regione del Grand Est.

## Società

### Evoluzione demografica
Abitanti censiti